# Enrico IV di Bar
Enrico IV di Bar in francese Henri IV de Bar (1315 circa – Parigi, dicembre 1344); fu Conte di Bar, di Mousson, dal 1336 alla morte.

## Origine
Enrico, secondo l'estratto della corte del Parlamento, datato 1353 della Histoire généalogique de la maison royale de Dreux (Paris), Luxembourg, Preuves de l'histoire de la maison de Bar-le Duc era l'unico figlio maschio del Conte di Bar, di Mousson, Edoardo I e della moglie, Maria di Borgogna, che, secondo la Histoire des ducs de Bourgogne de la race capétienne, vol. VI, era la figlia femmina quartogenita del Duca di Borgogna e re titolare di Tessalonica, Roberto II e della moglie, Agnese di Francia (1260-1325), che, come ci viene confermato dalla Chronique anonyme des rois de France, era la figlia minore (ultimogenita) del re di Francia, San Luigi IX (1215 – 1270) e di Margherita di Provenza (1221 – 1295).
Edoardo I di Bar, secondo la Histoire généalogique de la maison royale de Dreux (Paris), Luxembourg, Preuves de l'histoire de la maison de Bar-le Duc era l'unico figlio maschio del Conte di Bar, di Mousson, Enrico III e della moglie, Eleonora d'Inghilterra, che era figlia del re d'Inghilterra e duca d'Aquitania Edoardo I Plantageneto e della sua prima moglie, Eleonora di Castiglia, figlia secondogenita del re di Castiglia, Ferdinando III il Santo e di Giovanna di Dammartin, Contessa di Ponthieu (contea nel dipartimento della Somme le cui città principali erano Abbeville e Montreuil-sur-Mer).

## Biografia
Nel 1336, suo padre, Edoardo morì in un naufragio sulle coste di Famagosta a Cipro, mentre partecipava ad una crociata, nell'isola di Cipro.
Enrico, essendo l'unico figlio maschio, gli succedette come Enrico IV, come viene evidenziato dalla lettera datata 1340 della Histoire généalogique de la maison royale de Dreux (Paris), Luxembourg, Preuves de l'histoire de la maison de Bar-le Duc.
Nel 1337 Enrico IV si rifiutò di rendere omaggio al Duca di Lorena, Rodolfo, che invase e devastò Pont-à-Mousson ed attaccò i suoi abitanti. In una serie di rappresaglie, Enrico riottenne la parte ovest della Lorena e Rodolfo attaccò la regione di Bar-le-Duc. Solo con l'intervento del re di Francia, Filippo VI, prima fu raggiunta una tregua e poi la guerra ebbe termine.
Nel settembre 1344, Enrico, definito dal re Filippi VI, amico fedele, ricevette dal re alcune terre confinanti con la contea di Bar, come viene evidenziato dalla letteradella Histoire généalogique de la maison royale de Dreux (Paris), Luxembourg, Preuves de l'histoire de la maison de Bar-le Duc.
In quello stesso periodo, Enrico, si recò ad Avignone, assieme al Duca di Normandia, l'erede al trono di Francia, Giovanni il Buono, al Duca di Borgogna, Oddone IV, per perorare tramite papa Clemente VI, una tregua col re d'Inghilterra, Edoardo III, nell'ambito della guerra dei cent'anni. Purtroppo una epidemia li costrinse a lasciare Avignone, ma Enrico fu colpito dalla malattia, che in poco tempo, dopo essere rientrato a Vincennes, lo portò alla morte nel dicembre del 1344. Enrico fu sepolto a Bar-le-Duc, nella chiesa di Saint-Maxe.
Gli succedette il figlio primogenito, Edoardo, di circa 6 anni, sotto la tutela della madre, Iolanda di Dampierre, come viene confermato da una lettera del 1346.

### Matrimonio
Enrico aveva sposato, nel 1338, la signora di Cassel, Iolanda di Dampierre (1326 † 1395), figlia di Roberto († 1331), signore di Marle e Cassel e di Giovanna di Bretagna; Yolanda era nipote di Roberto III, conte di Fiandra, di Iolanda di Borgogna-Nevers, contessa di Nevers, d'Arturo II, duca di Bretagna, e di Iolanda, contessa di Montfort. Dopo la morte del marito, Enrico IV, Iolanda assunse la reggenza della contea, per conto del figlio, Edoardo II, e dovette lottare per imporsi sugli zii del marito, Pietro e Teobaldo, signori di Pierrefort, aiutata dal duca di Lorena, Rodolfo, come da lettera del 1345. Ancora nel 1349, il re di Francia, Filippo VI, la cita in una lettera del 1349, come signora di Cassel e contessa di Bar. Dopo che, verso il 1350, il suo primogenito, Edoardo II era stato dichiarato maggiorenne, la Duchessa reggente di Lorena, Maria di Blois, accampò delle pretese sulla contea di Bar, ma Iolanda ed il vescovo di Metz, Aymar Adhémar de Monteil de La Garde, difesero la contea e si ebbero scontri, anche tra i nobili del ducato, sino al 1351, anno in cui si ebbe una pacificazione. Dopo la morte del figlio primogenito, Edoardo II, nel maggio 1352, Iolanda resse la contea per conto del figlio secondogenito, Roberto, di circa otto anni e, dopo che la reggente di Lorena, Maria di Blois, aveva nuovamente accampato delle pretese sulla contea di Bar, sempre nel 1352, avevano trovato un accordo che prevedeva la nomina di 4 giudici incaricati di dirimere eventuali questioni tra i due stati.
Secondo lo storico, Georges Poull, nel suo libro La Maison souveraine et ducale de Bar (1994) (non consultato), Iolanda, quando il figlio Edoardo raggiunse la maggior età, aveva in programma di sposarsi, in seconde nozze, con Filippo di Navarra, ma la morte del figlio la costrinse a tenere la reggenza, per conto del figlio, Roberto, e nel 1353, sposò Filippo. Ma la reggenza di Filippo non fu ben accetta dal cugino Enrico di Bar, signore di Pierrefort, che mise in prigione Filippo e obbligò Yolanda a rinunciare alla reggenza, nel 1356. Yolanda (domine Yolendis de Flandria comitisse de Barro et domine de Nogento) morì il 2 febbraio (IV Non Feb) 1391, come riportato negli Obituaires de Sens Tome II.

## Discendenza
Enrico da Iolanda ebbe due figli:
- Edoardo (1339 † 1352), Conte di Bar, di Mousson;
- Roberto (1344 † 1411), conte poi duca di Bar e Mousson.

## Ascendenza
|                              |                          |                              | Genitori                                  |  |  | Nonni |  |  | Bisnonni                 |  |  | Trisnonni               |  |
|                              |                          |                              |                                           |  |  |       |  |  | Tebaldo II, conte di Bar |  |  | Enrico II, conte di Bar |  |
|                              |                          |                              |                                           |  |  |       |  |  | Tebaldo II, conte di Bar |  |  | Enrico II, conte di Bar |  |
|                              |                          | Filippa di Dreux             |                                           |  |  |       |  |  | Tebaldo II, conte di Bar |  |  |                         |  |
| Enrico III, conte di Bar     |                          |                              |                                           |  |  |       |  |  | Tebaldo II, conte di Bar |  |  |                         |  |
|                              |                          | Giovanna, signora di Toucy   | Giovanni, signore di Toucy                |  |  |       |  |  |                          |  |  |                         |  |
|                              |                          | Giovanna, signora di Toucy   | Giovanni, signore di Toucy                |  |  |       |  |  |                          |  |  |                         |  |
|                              |                          | Giovanna, signora di Toucy   | Emma di Laval                             |  |  |       |  |  |                          |  |  |                         |  |
| Edoardo I, conte di Bar      |                          | Giovanna, signora di Toucy   |                                           |  |  |       |  |  |                          |  |  |                         |  |
|                              |                          | Edoardo I, re d'Inghilterra  | Enrico III, re d'Inghilterra              |  |  |       |  |  |                          |  |  |                         |  |
|                              |                          | Edoardo I, re d'Inghilterra  | Enrico III, re d'Inghilterra              |  |  |       |  |  |                          |  |  |                         |  |
|                              |                          | Edoardo I, re d'Inghilterra  | Eleonora di Provenza                      |  |  |       |  |  |                          |  |  |                         |  |
| Eleonora d'Inghilterra       |                          | Edoardo I, re d'Inghilterra  |                                           |  |  |       |  |  |                          |  |  |                         |  |
|                              |                          | Eleonora di Castiglia        | Ferdinando III, re di Castiglia e León    |  |  |       |  |  |                          |  |  |                         |  |
|                              |                          | Eleonora di Castiglia        | Ferdinando III, re di Castiglia e León    |  |  |       |  |  |                          |  |  |                         |  |
|                              |                          | Eleonora di Castiglia        | Giovanna di Dammartin                     |  |  |       |  |  |                          |  |  |                         |  |
| Enrico IV, conte di Bar      |                          | Eleonora di Castiglia        |                                           |  |  |       |  |  |                          |  |  |                         |  |
|                              | Ugo IV, duca di Borgogna | Oddone III, duca di Borgogna |                                           |  |  |       |  |  |                          |  |  |                         |  |
|                              | Ugo IV, duca di Borgogna | Oddone III, duca di Borgogna |                                           |  |  |       |  |  |                          |  |  |                         |  |
|                              | Ugo IV, duca di Borgogna | Alice di Vergy               |                                           |  |  |       |  |  |                          |  |  |                         |  |
| Roberto II, duca di Borgogna | Ugo IV, duca di Borgogna |                              |                                           |  |  |       |  |  |                          |  |  |                         |  |
|                              |                          | Yolanda di Dreux             | Roberto III, conte di Dreux               |  |  |       |  |  |                          |  |  |                         |  |
|                              |                          | Yolanda di Dreux             | Roberto III, conte di Dreux               |  |  |       |  |  |                          |  |  |                         |  |
|                              |                          | Yolanda di Dreux             | Eleonora, signora di Saint-Valéry         |  |  |       |  |  |                          |  |  |                         |  |
| Maria di Borgogna            |                          | Yolanda di Dreux             |                                           |  |  |       |  |  |                          |  |  |                         |  |
|                              |                          | Luigi IX, re di Francia      | Luigi VIII, re di Francia                 |  |  |       |  |  |                          |  |  |                         |  |
|                              |                          | Luigi IX, re di Francia      | Luigi VIII, re di Francia                 |  |  |       |  |  |                          |  |  |                         |  |
|                              |                          | Luigi IX, re di Francia      | Bianca di Castiglia                       |  |  |       |  |  |                          |  |  |                         |  |
| Agnese di Francia            |                          | Luigi IX, re di Francia      |                                           |  |  |       |  |  |                          |  |  |                         |  |
|                              |                          | Margherita di Provenza       | Raimondo Berengario IV, conte di Provenza |  |  |       |  |  |                          |  |  |                         |  |
|                              |                          | Margherita di Provenza       | Raimondo Berengario IV, conte di Provenza |  |  |       |  |  |                          |  |  |                         |  |
|                              |                          | Margherita di Provenza       | Beatrice di Savoia                        |  |  |       |  |  |                          |  |  |                         |  |
|                              |                          | Margherita di Provenza       |                                           |  |  |       |  |  |                          |  |  |                         |  |

### Fonti primarie
- (LA, FR)  Recueil des historiens des Gaules et de la France. Tome 21.
- (LA)  Obituaires de la province de Sens. Tome 2.
- (LA, FR)  HISTOIRE ECCLESIASTIQUE ET CIVILE DE LORRAINE, Volume 2.

### Letteratura storiografica
- (FR)  Georges Poull, La Maison souveraine et ducale de Bar, 1994.
- (FR)  Histoire généalogique de la maison royale de Dreux (Paris), Luxembourg.
- (FR)  Histoire des ducs de Bourgogne de la race capétienne, tome VI.